# 헤르만 아만두스 슈바르츠
카를 헤르만 아만두스 슈바르츠(독일어: Karl Hermann Amandus Schwarz, 독일어: [ˈhɛʁman ˈʃvaʁts], 1843년 1월 25일 ~ 1921년 11월 30일)는 독일의 수학자이다. 복소해석학에 공헌하였고, 코시-슈바르츠 부등식을 발견하였다.

## 생애
1843년 1월 25일 당시 프로이센에 속해 있던 실레시아 예주마노바(폴란드어: Jerzmanova)에서 태어났다. 베를린 공과대학교에서 처음에 화학을 공부하였으나, 에른스트 쿠머와 카를 바이어슈트라스를 만난 뒤 수학에 관심을 갖게 되었다. 1867년~1869년 사이에 할레 대학교에서 일하였고, 그 뒤 스위스 취리히 연방 공과대학교로 갔다. 1875년에는 다시 독일로 귀국하여 괴팅겐 대학교에 취직하였다.
에른스트 쿠머의 딸인 마리 쿠머(독일어: Marie Kummer)와 결혼하였고, 6명의 자녀를 두었다.
1892년에 베를린 훔볼트 대학교 교수가 되었다. 1921년 11월 30일 베를린에서 사망하였다.

## 출판물
- Schwarz, H. A. (1871), 《Bestimmung einer speziellen Minimalfläche》, Dümmler
- Schwarz, H. A. (1972) [1890], 《Gesammelte mathematische Abhandlungen. Band I, II》, Bronx, N.Y.: AMS Chelsea Publishing, ISBN 978-0-8284-0260-6, MR 0392470